# NGC 7571
NGC 7571 (ook: NGC 7597) is een lensvormig sterrenstelsel in het sterrenbeeld Pegasus. Het hemelobject werd op 23 oktober 1864 ontdekt door de Duitse astronoom Albert Marth. Het werd op 25 september 1867 herontdekt door Herman Schultz.

## Synoniemen
- MCG 3-59-32
- ZWG 454.32
- PGC 71006